# Dhu l-Fakariyya
Els Dhu-l-Faqariyya foren una nissaga d'època mameluca i una facció política egípcia als segles xvii i xviii.
El seu origen fou el mameluc Dhu-l-Faqar Bey que va viure al primer terç del segle xvii, tot i que no apareix a les cròniques del seu temps. El Dhu-l-Faqariyya van començar a tenir paper a la política amb Ridwan Bey, que va exercir d'amir al-Hajj (encarregat de la peregrinació) des de 1635 fins a la seva mort en 1656. Diversos membres de la seva família van dominar la política egípcia fins a l'octubre de 1660 quan la facció rival dels qassimiyya, aliada al virrei otomà, els en va expulsar; els seus caps van haver de fugir i les seves tropes foren dispersades; els beis faqariyya capturats foren executats a al-Tarrana pel cap qassimiyya Ahmad Bey el Bosnià.
Durant més de quaranta anys van estar apartats del poder i amb poca influència. Després es van començar a recuperar. El 1711/1712 els faqariyya i els kasimiyya es van aliar respectivament a les faccions antigues dels Sad i els Haram (que reagrupaven als artesans i nòmades egipcis); en el curs d'un conflicte que va dividir els geníssers i als azab aquell mateix anys, els faqariyya van donar suport als primers i els kasimiyya als segons. Els kasimiyya i azab van sortir triomfants, però el seu principal cap, Iwaz Bey (o Iwad Bey) va morir a la lluita, el que va iniciar una sèrie de venjances entre les dues faccions que va durar vint anys fins que finalment els fakariyya van aconseguir expulsar al poder dels seus rivals (1729/1730). A la vespra de la victòria el cap dels fakariyya, Dhu-l-Faqar Bey, va morir assassinat. No pertanyia pas a la casa mameluca de Ridwan Bey sinó a la que havia fundat un oficial d'Anatòlia de nom Hasan Balfiyya, agha dels Gonüllü; una altra branca d'aquesta casa descendia de Mustafà al-Kazdughli, també d'Anatòlia, que estava al servei de Hasan Balfiyya Agha.
El predomini dels faqariyya fou de fet el dels kazdughliyya. El faqariyya Uthman Bey fou deposat el 1743/1744 per Ibrahim Kayha dels kazdughliyya, aliat a Ridwan Khaya al-Djulfi. Ibrahim va nomenar diversos membres dels kazdughliyya com a beis tant abans com després de la mort del mateix Ibrahim el novembre o desembre del 1754; entre aquestos hi va haver Bulut Kapan, conegut generalment com a Ali Bey el Gran. Els kazdughiyya van mantenir la supremacia fins a l'expedició francesa el 1798.